# Костюк, Осип Матвеевич
Костюк Осип Матвеевич (24 января 1929 года, с. Добривляны, Меденицкий район, Дрогобычская область — 19 декабря 1992, Киев) — изобретатель автоматических регуляторов возбуждения синхронных машин, основоположник теории статической устойчивости энергосистем, моделируемых предложенными им уравнениями квазистационарных режимов, кандидат технических наук, старший научный сотрудник, руководитель лаборатории автоматического регулирования отдела автоматизации Института электродинамики Академии Наук УССР.

## Биография
Родился 24 января 1929 года в семье селян среднего достатка села Добривляны Меденицкого района Дрогобычской области (сейчас Дрогобычский район Львовской области) УССР. В 1937 году поступил учиться в сельскую начальную школу. В 1945 году продолжил обучение в средней школе № 1 города Дрогобыч, и в 1948 году получил аттестат о среднем образовании с отличием. Курс высшего образования в области электроэнергетических систем проходил во Львовском политехническом институте (ЛПИ) по специальности «электрические станции и электрические сети».
В 1953 году окончил полный курс электротехнического факультета ЛПИ и получил диплом инженера-электрика с отличием № 732928. Характеристика, подписанная руководством Львовского политехнического института (21.05.1953), емко характеризует личность будущего ученого: «Принимал активное участие в общественной работе, являясь … участником и организатором художественной самодеятельности факультета. … принимал активное участие в работе кружка Студенческого научного общества, выступал с научными докладами. Проявил способность к глубокому анализу и научному исследованию и сильные волевые качества, что делает его пригодным для преподавательской и научной деятельности».
Первого ноября 1953 года Костюка О. М. зачисляют аспирантом Института электротехники АН УССР по специальности «Электрификация сельского хозяйства» под научным руководством кандидата технических наук Л. В. Цукерника (Приказ № 109 по Институту электротехники от 28.11.1953 года). Распоряжением Президиума АН УССР № 139 от 07.06.1956 года специальность аспиранта Костюка О. М. изменяется на «Электрические станции».
Результаты теоретических и экспериментальных исследований этого периода Костюк О. М. публикует в статьях «Експериментальні дослідження динамічних режимів синхронних генераторів з швидкодіючим автоматичним регулюванням збудження» и «Автоматичний регулятор синхронних генераторів УБК», разрабатывает и готовит к промышленному производству автоматические регуляторы возбуждения синхронных генераторов, формирует и готовит к защите материалы кандидатской диссертации. Уже с 01.04.1957 года О. М. Костюк приступает к исполнению обязанностей младшего научного сотрудника, а с 25.06.1959 года он работает в должности младшего научного сотрудника в лаборатории Электрические станции Института электротехники (Выписка из приказа № 94 от 25.06.1959 года по Институту электротехники).
В период 1958—1959 гг. журналы Союзного значения «Электричество», «Энергетик», «Электрические станции» печатают статьи Костюка О. М. о принципах работы и параметрах автоматических регуляторов возбуждения (АРВ) синхронных генераторов малой, средней и большой мощности. К этому периоду следует отнести публикацию статьи новаторского содержания «Управляемое фазовое компаундирование синхронных машин с коррекцией по напряжению» — в ней автор теоретически обосновывает новые принципы автоматического регулирования напряжения, принятые впоследствии за основу конструкторских разработок всех промышленных образцов электромагнитных регуляторов возбуждения синхронных генераторов с электромашинными возбудителями, выпускавшихся до 2000 года в СССР. В сентябре 1959 г. О. М. Костюк представляет к защите кандидатскую диссертацию «Автоматическое регулирование возбуждения синхронных машин на основе управляемого фазового компаундирования», которую успешно защищает. 26 октября 1959 года решением Совета Киевского ордена Ленина политехнического института (протокол № 35) Костюку Осипу Матвеевичу присуждается ученая степень кандидата технических наук.
Постановлением Президиума АН УССР от 09.01.1961 года кандидата технических наук Костюка О. М. утверждают в должности старшего научного сотрудника по специальности автоматическое управление и регулирование. Он определяет программу ключевых исследований лаборатории электрических станций и энергосистем Института электротехники АН УССР, а с1967 года возглавляет научный коллектив в должности заведующего лаборатории автоматического регулирования в отделе автоматизации электрических систем Института электродинамики (бывший Институт электротехники) АН УССР.
Под руководством О. М. Костюка научное подразделение Института электродинамики продолжает инженерные и теоретические исследования в области систем автоматического регулирования синхронных машин (СМ) с электромашинными возбудителями для решения практических задач управления параметрами электрогенераторов и электродвигателей переменного тока. Получают развитие идеи построения систем с компаундирующими связями, обладающие свойствами инвариантности к действию возмущающих воздействий и нелинейных характеристик элементов. В публикуемых научных статьях тщательно рассматривается решение задач устойчивости регулируемых электромашинных систем с бесконечно большим коэффициентом усиления, а также вопросы использования полупроводниковой базы для изготовления устройств АРВ. Выполняются работы по усовершенствованию электромагнитных регуляторов возбуждения (выполненных с применением электромагнитных усилителей, ЭМУ), внедрению их в серийное производство, а также в направлении теоретического обоснования экспериментальных результатов первых полупроводниковых регуляторов (См. подраздел Автоматическое регулирование напряжения синхронных машин).
Наряду с задачами автоматического регулирования возбуждения синхронных машин, особо актуальными становятся нерешенные проблемы теории статической устойчивости энергосистем (также ЭС), где нераскрытыми остаются вопросы корректного упрощения полной системы уравнений, описывающих свойства СМ работающей автономно, параллельно с электросетью, также в составе многомашинной электросети, а также их рационального (обоснованного) применения для моделирования электромеханических процессов. Ученый обнаружил, что широко используемый в инженерных расчетах критерий апериодической устойчивости ЭС (известный как критерий Вагнера-Эванса), получаемый из упрощенных уравнений Парка-Горева или из уравнений Лебедева-Жданова и приводящий к позиционной модели ЭС, не соответствует как физико-математическим представлениям, так и законам классической механики (См. подраздел Статическая устойчивость энергосистем). С 1970 года основным направлением научных изысканий О. М. Костюка становится разработка теоретических основ устойчивости энергосистем, исследование явлений самораскачивания и колебательной устойчивости в электроэнергосистемах.
В 1975 году доктором технических наук, профессором Вениковим В. А. на страницах журнала «Электричество» была организована дискуссия, предметом которой явились материалы статьи Л. В. Цукерника «О критике теории статической устойчивости энергосистем». Опираясь на теоретические положения классической теории Ляпунова применительно к энергосистеме, преодолевая доминировавшие в то время консервативные взгляды большинства советских ученых, научный дискурс О. М. Костюк вел самостоятельно и убедительно продемонстрировал несостоятельность применявшихся теоретических предпосылок, казавшихся аксиоматичными и якобы обладающими универсальностью примененного подхода. В свою очередь, для защиты теории «позиционной идеализации» энергосистем научно-инженерное сообщество мобилизовало достаточно обширную команду представителей многих центральных и региональных научных школ. Напротив, представители профильных подразделений Академии Наук УССР не выявили должной заинтересованности в поддержке научных достижений отечественной электроэнергетической школы, а результаты дискуссии утонули в потоке схоластических умозаключений апологетов теории позиционной идеализации (См. подраздел Дискуссия по вопросу моделирования энергосистем для анализа устойчивости).
Результатом напряженного труда и научного поиска новых и более убедительных доказательств несоответствия свойств математической позиционной модели реальным физическим свойствам электромеханической энергосистемы стала подготовка и издание монографии «Элементы теории устойчивости энергосистем» (Издательство Академии Наук УССР «Наукова думка», 1983 г.). В книге автор представил материалы подготовленной но не принятой к защите докторской диссертации: в ней содержатся результаты аналитических решений простых задач определения устойчивости энергосистем, а также сопоставительных расчетов областей устойчивости для примеров более сложных нерегулируемых и регулируемых многомашинных систем, подтверждающих несоответствия свойств позиционной модели реальным свойствам ЭС.
В 1991 году авторский коллектив в составе О. М. Костюка и канд. технических наук М. И. Соломахи завершает работу над рукописью второй монографии «Колебания и устойчивость синхронных машин»; книга выходит из печати благодаря усилиям редакционной группы издательства «Наукова думка» Академии Наук УССР . В ней изложение материалов структурировано и дополнено новыми разделами, а вопросы корректного математического описания режимных свойств с глубокой интерпретацией их физической сути применительно к процессам, протекающим в сложной многосвязной физической системе, коей является энергосистема с электромеханическими агрегатами на основе СМ, изложены предельно строго.
15 мая 1991 года О. М. Костюк прекращает научную практику в Институте электродинамики АН УССР по причине прогрессирующей болезни. Ухудшение состояния здоровья не позволяет завершить работы над целостным научным трудом «Основы теории устойчивости энергосистем», 19 декабря 1992 года Осип Матвеевич Костюк уходит из жизни.

## Научная деятельность
Научная деятельность Осипа Матвеевича Костюка проводилась в Институте электродинамики (ИЭД) АН Украины в основном в двух направлениях.
Первым направлением было теория автоматического регулирования, в рамках которой он предложил структуры и теоретически обосновал методы регулирования напряжения синхронных машин, создал несколько модификаций автоматических регуляторов возбуждения синхронных генераторов и двигателей (с электромашинными возбудителями) малой, средней и большой мощности, широко используемые и поныне. Подробнее об автоматическом регулировании возбуждения синхронных машин можно посмотреть в http://www.electroengineer.ru/2014/09/automatic-voltage-regulators-generators.html
Вторым научным направлением Осипа Матвеевича Костюка было теоретическая проработка вопросов адекватного моделирования электроэнергетических систем (также ЭС) для анализа статической устойчивости их электромеханического движения. В рамках этого направления он получил уравнения квазистационарных синхронных и асинхронных режимов, описывающие электромеханические процессы в ЭС почти с такой же точностью, как и полные дифференциальные уравнения Парка-Горева, но существенно снижающие дифференциальный порядок математической модели, что значительно упрощает задачи анализа статической устойчивости ЭС. Элементарные сведения об устойчивости энергосистемы можно получить из https://web.archive.org/web/20170105175706/http://greenevolution.ru/enc/wiki/ustojchivost-energosistemy/
Костюк О. М. обладал большим объемом знаний и являлся авторитетом среди ученых. К нему часто обращались за консультацией научные сотрудники отдела автоматизации электрических систем, занимающиеся исследованиями других направлений энергетики. Так наряду с традиционными научными направлениями (теория автоматического управления, статическая устойчивость ЭС) он участвовал в разработке теории и принципов циркулярного телеуправления. О чем свидетельствуют научные статьи и авторские свидетельства с участием Костюка О. М. по этой теме.

### Автоматическое регулирование напряжения синхронных машин
Вопросами автоматического регулирования напряжения синхронных машин Костюк О. М. стал заниматься сразу после поступления в аспирантуру. На момент защиты кандидатской диссертации по этой теме самостоятельно и в соавторстве в различных изданиях им было опубликовано девять статей и запатентовано три изобретения. Два из изобретений — «Регулятор тока для генераторов постоянного тока» и «Автоматический регулятор для синхронных двигателей» — Костюк О. М. выполнил самостоятельно. В то же время О. М. Костюк успешно ведет экспериментально-исследовательскую работу, испытывает опытные образцы созданных им автоматических регуляторов напряжения синхронных генераторов. Создает и испытывает схемы ограничения возбуждения синхронных машин при перегрузках, исследует влияние обратных связей на действия температуры, гистерезиса и нелинейностей в системе автоматического регулирования.
В должности ст. н.с. к.т. н. Костюк О. М. продолжает развивать теорию автоматического регулирования синхронных машин с электромашинными возбудителями применительно как к генераторам, так и к двигателям. Он рассматривает в публикуемых статьях вопросы классификации автоматических систем по принципу управления, вопросы их структурных преобразований, задачу инвариантности в системах с нелинейными и нестабильными объектами, расширение области применения автоматических электромагнитных регуляторов. В Бюллетене изобретений публикуются два авторских свидетельства: «Автоматический регулятор возбуждения мощных синхронных двигателей» и «Автоматический регулятор напряжения синхронных машин».
Всего на 01.01.1967 года Костюком О. М. опубликовано (личных и в соавторстве) 39 научных работ, в том числе получено 6 авторских свидетельств на изобретения.
В должности заведующего лабораторией автоматического регулирования ст. н.с., к.т. н. Костюк О. М. работает в составе группы из семи человек: ст. н.с., мл.н.с., аспирант, два старших инженера, два механика.
В 1966 году коллектив лаборатории Костюка О. М. организовывает выпуск небольшой партии регуляторов возбуждения синхронных машин малой мощности типа РНА-65. Подтвержденный экономический эффект от внедрения составил 38,8 тыс. руб. А в 1967 году Минский электротехнический завод (МЭТЗ) приступил к серийному выпуску этих регуляторов.
В лаборатории продолжались работы по усовершенствованию схемы и подготовке к серийному производству автоматического регулятора возбуждения для мощных синхронных двигателей.
В связи с тем, что ранее промышленность не выпускала подобных регуляторов, был преодолен весьма сложный путь от опытно-промышленной проверки достаточно большой партии регуляторов, изготовленной Киевским заводом «Сахавтомат» по заказу ИЭД, до опытно-промышленной проверки первых образцов установочной партии Минского электротехнического завода. Были проведены неоднократные лабораторные и стендовые испытания, как в ИЭД, так и во ВНИИЭ, где были организованы сравнительные испытания регуляторов, предложенных несколькими организациями.
На основании проведенных сопоставительных испытаний решением Совета «Энергетика и электрификация» ГКНТ СССР от 07.03.1968 года регулятор ИЭД АН УССР рекомендован в производство для синхронных двигателей с электромашинной системой возбуждения.
В декабре 1967 года Государственная комиссия приняла ОКР по регулятору и рекомендовала его к серийному производству на МЭТЗ.
Большой объём работ по созданию и внедрению в промышленное производство регуляторов второго поколения на основе управляемого фазового компаундирования, выполняемый лабораторией Костюка О. М., был завершен в 1968 году, когда МЭТЗ приступил к серийному выпуску этих регуляторов. В то время это были единственные выпускаемые промышленностью СССР регуляторы широкого применения, предназначенные для синхронных машин мощностью от 20 до 100000 кВт. Общий экономический эффект от внедрения электромагнитных регуляторов возбуждения составлял свыше 10 миллионов руб./год. Подробнее об автоматических электромагнитных регуляторах типа УБК, РНА и РВА, разработанных в ИЭД под руководством О. М. Костюка и серийно выпускаемых в СССР можно узнать здесь, здесь, а также здесь и здесь.
В 1971 году сотрудниками лаборатории Костюка О. М. была закончена разработка базового полупроводникового регулятора возбуждения синхронных машин. Он был положен в основу новой серии регуляторов третьего поколения. Опытные образцы базового полупроводникового регулятора, изготовленные опытным производством ИЭД и успешно прошедшие лабораторные испытания, были внедрены в опытно-промышленную эксплуатацию на синхронных двигателях предприятий г. Киева.
В течение 1973—1978 г.г. проводились испытания опытно-промышленных образцов полупроводниковых регуляторов на стенде Лысьвенского турбогенераторного завода с привязкой характеристик регуляторов к характеристикам электромашинных возбудителей, которыми оснащались изготавливаемые заводом турбогенераторы. В испытаниях принимали участие аспиранты Ануреев Ю. П., Костржевский Б. Е. и старший инж. Сидоров А. Ф.
В дальнейшем усовершенствованием регуляторов третьего поколения и разработкой новых регуляторов на интегральных схемах под руководством О. М. Костюка занимались: аспиранты Ануреев Ю. П., Лысиков Ю. Н., Банько С. Н., а также инженеры Сандулевский В. Р. и Либов И. Л.
Всего по вопросам автоматического регулирования, также циркулярному телеуправлению самостоятельно и в соавторстве Костюком О. М. было опубликовано около 60 научных работ. 10 из них — авторские свидетельства на изобретения. Некоторые из них приведены в разделе Список основных научных трудов.

### Статическая устойчивость энергосистем
В своем выступлении в дискуссии на страницах журнала «Электричество» О. М. Костюк писал:
«Наши исследования начались с желания понять, почему критерий Вагнера-Эванса содержит постоянные инерции машин. Зная, что свободный член характеристического уравнения является неотъемлемой частью уравнений равновесия стационарного режима (статики), в которые динамические параметры не должны входить принципиально, загадка с критерием Вагнера-Эванса показалась интересной не только с формальной математической точки зрения; хотелось осознать её физический смысл и убедиться, действительно ли энергосистема представляет собою особый класс динамических систем, к которому не применимы фундаментальные положения классической механики» (с.79).
Обнаружил это Костюк О. М. при рецензировании кандидатской диссертации одного из аспирантов заведующего отделом моделирования ИЭД АН УССР д.т. н. Л. В. Цукерника, обвинившего рецензента в непонимании сути теории статической устойчивости ЭС. Костюка О. М. удивило в критерии апериодической (определяемой только уравнениями статики) устойчивости ЭС Вагнера-Эванса не только то, что он содержал динамические параметры — постоянные инерции машин, но и то, что этот критерий определял устойчивость только по взаимному углу между роторами генераторов. Хотя изменение взаимных углов роторов генераторов не могло происходить без изменения их частот вращения. Полный анализ статической устойчивости ЭС включает в себя определение условий самораскачивания роторов синхронных машин, что тем более невозможно корректно выявить без учета изменения частот генераторов в ЭС.
С большой тщательностью Костюк О. М. прорабатывает работы как «отцов» теории статической устойчивости ЭС (Брука И. С., Горева А. А., Жданова П. С., Лебедева С. А., Щедрина Н. Н. и др.), так и их последователей (Анисимовой Н. Д., Веникова В. А., Глебова И. А., Мелешкина Г. А., Щербачева О. В., Цукерника Л. В. и др.). Видит, что в современной теории статической устойчивости ЭС имеет место путаница в терминах, необъяснимость и бездоказательность многих положений и допущений, возникших из-за чрезмерной сложности изучаемого объекта-энергосистемы. После углубленного изучения теории устойчивости движения по Ляпунову, теории дифференциальных уравнений, рассмотрения многих примеров из классической механики Костюк О. М. убеждается в своей правоте.
Одновременно с проникновением в суть статической устойчивости ЭС и уяснением смысла встававших перед ним вопросов, Костюк О. М. создает и публикует ряд своих теоретических работ. Так в 1971 году появляются его статьи: «О дифференциальных уравнениях в теории статической устойчивости энергосистем», «Уравнения малых колебаний синхронных машин при учете переходных процессов в цепях возбуждения», «Линеаризованные уравнения колебаний синхронных машин с демпферными обмотками».
В отделе автоматизации ИЭД Костюк О. М. регулярно проводит семинары по проблемным вопросам статической устойчивости ЭС, на которых показывает, что позиционная модель ЭС, к которой приводят некорректно упрощенные уравнения Парка-Горева, известные под названием «уравнения Лебедева-Жданова», принципиально не может служить для оценки устойчивости реальной ЭС. Прежде всего, потому, что по «уравнениям Лебедева-Жданова» невозможно определить исходный установившийся режим ЭС, который должен исследоваться на устойчивость, а также потому, что по Ляпунову движение позиционной модели всегда либо не устойчиво, либо не асимптотически устойчиво. В области не асимптотической устойчивости позиционная модель характеризуется незатухающими гармоническими колебаниями. Гармонические же колебания режимных параметров в реальных ЭС — анормальны. В реальных ЭС всегда присутствует рассеяние (диссипация) энергии, поэтому адекватная математическая модель её также должна обладать свойством диссипации. Доказывает, что частоты вращения роторов генераторов являются важнейшими координатами движения ЭС при анализе устойчивости её электромеханического движения, что задача устойчивости абсолютного (по частоте) и относительного (по взаимному углу) движений в линейных системах едина. На примерах простых схем ЭС показывает, как правильно составить её математическую модель, как из неё получить линеаризованную систему уравнений и выполнить анализ статической устойчивости. На основе предложенного им математического описания ЭС получает совершенно другие критерии статической устойчивости, дающие результаты, практически совпадающие с описанием ЭС полными уравнениями Парка-Горева.
Из печати выходят его критические статьи: «Метод малих коливань і проблема статичної стійкості енергосистем (критика сучасної теорії стійкості)», «Позиционная идеализация энергосистем и закон сохранения энергии», «Энергетические свойства позиционной модели энергосистемы», а также 15 статей с адекватным математическим описанием элементов и частей ЭС применительно к анализу статической устойчивости электромеханического движения, опубликованных в различных изданиях.
Несколько семинаров по вопросам устойчивости ЭС были организованы Костюком О. М. в рамках института. На них собирались ученые не только Киева. На этих семинарах Костюк О. М. представлял развернутую концепцию своих взглядов на устоявшиеся методы анализа статической устойчивости, обосновывал применение предложенных им уравнений квазистационарных синхронных и асинхронных режимов в качестве адекватной модели ЭС для анализа статической устойчивости её электромеханического движения, вел корректный и аргументированный диалог с оппонентами.
Изучением вопросов статической устойчивости ЭС под руководством Костюка О. М. занимались также аспиранты Соломаха М. И. и Сидоров А. Ф., выполнявшие сопоставительные расчеты областей устойчивости по различным моделям ЭС. Соломаха М. И. выполнял анализ явлений самораскачивания, а Сидоров А. Ф. — условий обеспечения апериодической устойчивости ЭС.
Всего по вопросам математического моделирования и устойчивости ЭС самостоятельно и в соавторстве Костюком О. М. было опубликовано более 30 трудов в виде статей и брошюр, а также 2 монографии.
К сожалению, тяжелая болезнь оборвала жизнь талантливого ученого в расцвете его творческих сил. Много из его начатых научных работ так и не были закончены.

### Дискуссия по вопросу моделирования энергосистем для анализа устойчивости
В семидесятые годы двадцатого столетия в СССР сложилась обширная научная база по проблемам электроэнергетики из крупных учебных, проектных и научно-исследовательских институтов. За пять десятилетий работы ими было выпущено и воспитано несколько поколений инженеров и ученых, впитавших в себя методы анализа устойчивости ЭС, основанные на их позиционной идеализации. Это существенно упрощало анализ устойчивости сложных ЭС, так как в рамках позиционной модели решают задачу устойчивости только взаимного (относительного) движения роторов синхронных генераторов независимо от устойчивости или неустойчивости их абсолютного движения (частоты вращения роторов).
К 1974 году по вопросам математического моделирования, методов адекватного анализа статической устойчивости электромеханического движения ЭС и с критикой позиционной идеализации ЭС в печати было опубликовано уже около 20 работ Костюка О. М..
В частности, в работе «О математическом описании элементов энергосистемы для решения задач статической устойчивости» О. М. Костюк получает критерий апериодической устойчивости двухмашинной ЭС, турбины которой оснащены автоматическими регуляторами скорости и утверждает, что именно регуляторы скорости, формируя крутые моментно-скоростные статические характеристики, обеспечивают апериодическую устойчивость каждого генератора в отдельности и ЭС в целом.
Установившиеся взгляды на проблему, связанные лишь с относительным движением роторов генераторов, стали настолько привычными, что обсуждение их слабых сторон многими специалистами воспринималось как следствие неправильного понимания Костюком О. М. истинных свойств ЭС. И со стороны многочисленных оппонентов, в первую очередь зав. отделом моделирования д.т. н. Цукерника Л. В. и его учеников из Института электродинамики, на него обрушился шквал обвинений в необоснованности критики позиционной идеализации ЭС.
Но Костюк О. М., прекрасно владевший теорией автоматического регулирования, создавший несколько поколений автоматических регуляторов напряжения синхронных машин, ясно осознавал, что статические и динамические характеристики технических систем существенно улучшаются автоматическими регуляторами, и понимал, что ни один компонент энергоагрегата не может быть сдан в промышленную эксплуатацию без проверки его устойчивой автономной работы, обеспечиваемой автоматическими регуляторами во всех эксплуатационных режимах. И, несмотря на порой абсурдные доводы в защиту позиционной идеализации, он, не обращая на это внимания, продолжал свои работы в области статической устойчивости ЭС.
Многократные предложения Цукерника Л. В. о сотрудничестве в творчестве Костюка О. М., о совместном выступлении в печати с новыми взглядами на позиционную теорию устойчивости встречали со стороны новатора отказ.
Громадному сообществу приверженцев позиционной модели ЭС гораздо легче было выступить с опровержениями по поводу критики, чем признать бесплодность своих исследований на протяжении нескольких десятилетий.
Вот тогда-то и появляется в журнале «Электричество» упомянутая выше статья зав. отделом моделирования ИЭД д.т. н. Цукерника Л. В. «О критике теории статической устойчивости энергосистем». В статье без должной математической аргументации, в основном на словах Цукерник Л. В. с одной стороны защищает основные положения позиционной идеализации для задач устойчивости энергосистем. А с другой — обвиняет Костюка О. М. в том, что он не понимает важности и значимости позиционной модели, что в своих работах он не предлагает ничего нового.
Редакция журнала «Электричество» приглашает Костюка О. М. к участию в дискуссии. Естественно он согласился и подготовил обширный материал, в котором в доступной форме, корректно и последовательно изложил свое видение проблем в использовании позиционных моделей для исследования устойчивости ЭС. Привел цитаты из работ ученых энергетиков, писавших о том, что теория устойчивости сложных энергосистем является запутанной, что с научной точки зрения вопрос о статической устойчивости требует дальнейшего изучения, что проверка апериодической устойчивости по критерию Вагнера-Эванса, содержащему динамические параметры, смысла не имеет.
В дискуссионном выступлении Костюк О. М. на примере позиционной модели двухмашинной ЭС просто и четко показывает все аспекты ошибочности такой идеализации, раскрывает суть произведенных Лебедевым С. А. и Ждановым П. С. упрощений полных уравнений Парка-Горева. Доказывает, что без введения в математическое описание энергосистемы функциональных зависимостей от угловых скоростей роторов первичных двигателей модель ЭС не соответствует реальным электромеханическим переходным процессам и непригодна для исследования их устойчивости. Здесь же Костюк О. М. дает характеристику решения задач устойчивости четырьмя методами: Вагнера-Эванса, П. С. Жданова, А. А. Горева и О. М. Костюка.
Свои материалы (результаты сопоставительных расчетов областей устойчивости ЭС по разным моделям) для дискуссии в «Электричество» отправили и ученики Костюка О. М. аспиранты Соломаха М. И. и Сидоров А. Ф.
Отзывы на статью Л. В. Цукерника были опубликованы в 1975 году.
В дискуссионных выступлениях Веникова В. А. и его учеников не было конструктивизма, логичных аргументированных рассуждений, основанных на общепризнанных теориях электрических цепей, автоматического регулирования, устойчивости Ляпунова, классической механики. Они изобиловали научным многословием, «туманом», в котором терялась суть дискуссии. В наукообразных статьях оппонентов Костюка О. М. раздражали словесные доказательства и голословные утверждения «правильности позиционной идеализации» типа, что для промышленных ЭС изменение скорости является малым параметром более высокого порядка, что пренебрежение изменениями скоростей оправдывает себя, так как ошибки от принятого допущения оказываются небольшими (д.т. н. Морозовский В. Т., с.67). Что в проверке условия dP/df больше 0 нет необходимости, что при приближенных исследованиях статической устойчивости ЭС рассматриваются как позиционные и поэтому оценивается устойчивость только относительного движения генераторов без рассмотрения их общего движения по частоте (д.т. н. Веников В. А., д.т. н. Строев В. А., д.т. н. Совалов С. А. и др. с.69). И другие подобные словесные, не подтверждаемые ни теоретическими выкладками, ни практическими расчетами «обоснования» правомочности использования позиционной модели для анализа статической устойчивости ЭС.
Конечно, его очень угнетало то, что имеющие высокие научные степени и занимающие важные посты оппоненты не принимали давно известных и устоявшихся в классических теориях положений. Почему-то ими отвергалось то, что статические режимы технических систем характеризуются только статическими параметрами, что в линейной динамической системе все координаты движения равнозначны, если в ней теряется устойчивость по какой-либо одной исследуемой координате, то система неустойчива и по всем остальным. Не обращали своего внимания оппоненты Костюка О. М. и на то, что ввод шин бесконечной мощности в модель ЭС, широко практикуемый в расчетах устойчивости, существенно искажает свойства свободной автономной ЭС, что математическая модель должна как можно полнее отражать изучаемые исследователем электромеханические процессы реальной ЭС.
Костюк О. М. сопоставительными расчетами областей устойчивости, полученными на основе позиционной модели, полных уравнений Парка-Горева и предложенных им уравнений квазистационарных режимов в своих работах показывает непригодность использования позиционной идеализации для анализа устойчивости ЭС. В дискуссии же публично без какой-либо аргументации утверждается, что допущением, на базе которого построена позиционная модель для исследования статической устойчивости промышленных ЭС, является не учет изменений угловых скоростей синхронных генераторов в переходных режимах; допустимость такого упрощенного подхода при изучении статической устойчивости промышленных ЭС основывается на том, что при больших инерционных массах машин изменение положения роторов в пространстве происходит очень плавно и производные от углов по времени малы, что позволяет пренебречь этими производными (д.т. н. Морозовский В. Т., с.66).
Были отклики и с «теоретическим обоснованием» пригодности позиционной теории, которые при недостаточно глубоком анализе представляются правдоподобными, хотя на самом деле ошибочны.
Так Арзамасцев Д. А. и Рудницкий М. П., рассматривая двухмашинную энергосистему без учета скоростей вращения их роторов, приходят к выводу, что определитель линеаризованной системы уравнений установившегося режима ЭС при позиционной идеализации тождественно равен нулю. Поэтому система либо неопределенна (имеет бесчисленное множество решений), либо противоречива (не имеет решений), с.70).
То есть, оппоненты подтверждают вывод Костюка О. М. о том, что по позиционной модели из-за несовместности уравнений статики принципиально невозможно найти установившийся режим энергосистемы, который должен бы исследоваться на устойчивость. Однако применяя в дальнейшем бесполезные казуистические преобразования, они приходят к абсурдному выводу:
«Движение синхронных машин в исследуемой системе при постоянных малых возмущениях ∆Рт1 и ∆Рт2: б) устойчиво относительно центра инерции, если ∆Рт1/с11 ≠ ∆Рт2/с21» (с.71), забыв, что выше они уже определили, что при ∆Рт1/с11 ≠ ∆Рт2/с21 система уравнений статического режима ЭС несовместна. Об устойчивости какого движения можно рассуждать, если позиционная модель не определяет никакого? При пристальном рассмотрении рассуждений Арзамасцева Д. А. и Рудницкого М. П. становится очевидным их схоластичность.
Таким же наукообразным, бессодержательным и бездоказательным в части аргументов оказалось выступление в журнале «Электричество» ещё одного защитника позиционной теории руководителя группы ЦНИЛУМ института «Энергосетьпроект» Морошкина Ю. В., опубликовавшего к моменту дискуссии такие статьи: «К исследованию устойчивости позиционных энергосистем», «Статическая устойчивость позиционных электрических систем с демпфированием», «Позиционная электрическая система из двух станций». Уже из названий статей вытекает, что автор рассматривает реальные ЭС в качестве позиционных. То есть, считает, что свойства позиционных моделей такие же, как и реальных ЭС.
Выступление Морошкина Ю. В. начинается с беспредметных рассуждений о том, что установившимся режимам функционирования самых разнообразных физических и технических систем могут соответствовать не только стационарные точки и предельные циклы систем обыкновенных дифференциальных уравнений, но и периодические решения второго рода (с.73), тем самым настраивая читателя на мысль, что установившиеся электромеханические режимы ЭС возможно моделировать колебательными движениями. И непосредственно со второго абзаца своего выступления в дискуссии он словосочетанием «При исследовании позиционных электрических систем…» показывает, что исследует не позиционную модель, а саму ЭС, считая её позиционной! И это перевернутое с ног на голову мышление Морошкина Ю. В. прослеживается по всему тексту его выступления.
В частности он пишет, что изменение величины углового ускорения при неизменности суммарной мощности первичных двигателей интерпретируется Костюком О. М. как возникновение «самодвижения» в электрической системе(с.74). Да никогда и нигде Костюк О. М. не высказывался и не писал так! Костюк О. М., исследуя поведение позиционных моделей, пришел к выводу, что они представляют собой системы типа «вечный двигатель». Не реальные энергосистемы, а их позиционные модели! И это является еще одним аргументом ошибочности применения позиционных моделей для исследования статической устойчивости электромеханического движения реальных ЭС.
А далее, умозрительно наделяя позиционную модель свойствами реальной энергосистемы, Морошкин Ю. В. голословно утверждает: «При наличии активных сопротивлений это сопровождается изменением потерь активной мощности, а в свою очередь, изменится та часть энергии, которая тратится на ускорение или замедление генераторов. Таким образом „самодвижения“ в позиционной системе не происходит…»(с.74).
По поводу того, что свободный член характеристического уравнения модели ЭС не должен содержать динамических параметров, Морошкин Ю. В. пишет: «Справедливость этого утверждения не вызывала бы сомнения, если бы исследовалась устойчивость стационарной точки системы… Но все дело в том, что установившимся режимам позиционных систем отвечают решения…, у которых далеко не всегда δi0 являются координатами стационарной точки, и кроме того решения системы… по отношению к независимым переменным… всегда неустойчивы»(с.74). То есть, вновь оппонент Костюка О. М. убеждает читателя в том, что в реальных ЭС исследуется устойчивость не стационарных режимов, а неизвестно чего. Кроме того, здесь Морошкин Ю. В. явно признается, что решения позиционной системы по отношению к независимым переменным всегда неустойчивы!!! Какой нонсенс! Изначально неустойчивые модели используются для анализа статической устойчивости реальных устойчиво работающих ЭС!
Не осознавая бессмысленности своих записей, Морошкин Ю. В. делает вывод: «…понятие устойчивости позиционных систем… строится в полном соответствии с общей теорией устойчивости… и в этом отношении нет никаких оснований для сомнений в справедливости теории позиционных электрических систем»(с.74). Вот как! У руководителя группы ЦНИЛУМ института «Энергосетьпроект» нет сомнений в справедливости не позиционной теории устойчивости ЭС, что является предметом дискуссии, а в совершенно ином — теории позиционных электрических систем!!! Видимо, он так сжился с теорией позиционных электрических систем, что уже не в состоянии отделить реальные процессы в ЭС от процессов в позиционных моделях. И наоборот, свойства позиционных моделей считает свойствами реальных ЭС.
На основании приведенных в своем выступлении сравнительных расчетов областей статической устойчивости синхронного генератора, включенного на шины бесконечной мощности, Соломаха М. И. (с.75-78) показал существенное отличие границ самораскачивания, полученных по упрощенным уравнениям Парка-Горева (уравнениям Лебедева-Жданова) и по уравнениям, предложенным О. М. Костюком. В то же время границы областей статической устойчивости по условию самораскачивания, полученные по модели Костюка О. М. и по полным уравнениям Парка-Горева, практически совпали для всех трех приведенных расчетных схем.
Статьи Сидорова А. Ф. "Два замечания к статье Л. В. Цукерника «О критике теории статической устойчивости энергосистем» среди опубликованных материалов дискуссии не оказалось. Суть статьи заключалась с одной стороны в цитировании Ляпунова А. М. о неразделимости абсолютного и относительного движений в линейной математической модели, а с другой — приводился расчет областей апериодической устойчивости двухмашинной энергосистемы с общей активно-индуктивной нагрузкой по полным уравнениям Парка-Горева, по модели Костюка О. М. и позиционной модели. Позже частично материал был опубликован в сборнике «Теоретическая электротехника и устройства электроники».
По просьбе Веникова В. А. защитник «теории позиционных электрических систем» Морошкин Ю. В. написал на статью Сидорова А. Ф. отрицательный отзыв. Будучи членом редакционной коллегии журнала «Электричество», Веников В. А. отдает техническому персоналу письменное распоряжение: «С отзывом Морошкина я полностью согласен. Статью печатать не следует. Вернуть её автору с копией рецензии и письмом-отказом! Печатать нельзя ни в коем случае! 4.07.75 г. Подпись Веникова».
Что же так испугало в короткой технической, а не политической статье известного не только в СССР, но и за рубежом маститого ученого в области переходных процессов в электроэнергетических системах? Почему он так категоричен: «Печатать нельзя ни в коем случае!»?
Дело в том, что Веников В. А. был уже знаком с содержанием заключительного слова Цукерника Л. В., бездоказательным и прямо противоположным тому, что было показано расчетами в статье Сидорова А. Ф..
С первых абзацев своего «Ответа автора» Цукерник Л. В. путается в терминах: «По Ляпунову устойчивость определяется для невозмущенного движения системы (в нашем случае стационарного), для чего используются уравнения возмущенного (в смысле Ляпунова) движения… О. М. Костюк при своем неправильном представлении … получает несовместность уравнений статики, забывая, что для исходного режима совместность обеспечивается определением уравнений возмущенного движения…»; «произведя вариацию соответствующих переменных, в отношении которых проверяется устойчивость невозмущенного движения (которое в общем случае предварительно определяется из алгебраических уравнений статики)(с.87)».
Не понимая сути линеаризации исходных дифференциальных уравнений, делающей систему пригодной для анализа ее поведения при малых в том числе и конкретных возмущениях, Цукерник Л. В. обвиняет своего оппонента в ошибочности использования такого подхода в проверке статической устойчивости систем. Так Цукерник Л. В. пишет, что О. М. Костюк не понимает разницы между дифференциальными уравнениями для расчета переходных процессов и уравнениями возмущенного движения для проверки устойчивости. О. М. Костюк подменяет расчет устойчивости расчетом переходного процесса при конкретных возмущениях, но расчет конкретного переходного процесса не должен производиться по уравнениям возмущенного движения при введении в них произвольных возмущений.(с.88)
В «Ответе автора» Цукерник Л. В. многократно обвиняет Костюка О. М. и в том, что его критика позиционной теории не подкреплена конкретными сопоставительными расчетами: «Не давая правильных количественных оценок погрешности от той или иной идеализации при анализе устойчивости, О. М. Костюк делает заключение о „незаконности“ позиционной модели»(с.90); «О. М. Костюк пришел к заключению, что, пользуясь позиционной моделью, вообще нельзя рассчитать какой-либо предел апериодической устойчивости и соответствующий запас устойчивости. Следовательно, попытки выполнять эти расчеты должны давать явно нелепые результаты. Вопреки этому, П. С. Жданов и многие другие на протяжении ряда лет, пользуясь позиционными моделями, выполняли исследовательские, проектные и эксплуатационные расчеты, нелепость которых на практике не обнаруживалась. … Конкретно ошибочность этих расчетов О. М. Костюк показать не смог»(с.91).
Теперь понятно, почему Веников В. А. отклонил статью Сидорова А. Ф., написав, «Статью печатать не следует. Печатать нельзя ни в коем случае!» Ведь в ней были представлены результаты сопоставительных расчетов областей апериодической устойчивости двухмашинной энергосистемы, выполненных, в том числе и по позиционной модели, показывающие, что позиционная идеализация дает абсурдные и, как пишет Цукерник Л. В., «явно нелепые результаты».
А по поводу того, что П. С. Жданов и многие другие на протяжении ряда лет, пользуясь позиционными моделями, выполняли исследовательские, проектные и эксплуатационные расчеты, нелепость которых на практике не обнаруживалась следует заметить, что О. М. Костюк в своих работах показал, что устойчивая работа энергосистем всегда обеспечивалась различного рода автоматическими регуляторами вращающихся элементов. В частности, апериодическая устойчивость обеспечивается крутыми статическими характеристиками механических моментов по угловой скорости, которые создаются автоматическими регуляторами скорости турбин, и крутыми статическими характеристиками статорного напряжения генераторов по току, формируемых автоматическими регуляторами возбуждения. И это происходит независимо от того, какие расчеты выполняли на протяжении ряда лет все сторонники позиционной теории. Что же касается слов нелепость которых на практике не обнаруживалась, то за целое пятидесятилетие выполнения расчетов апериодической устойчивости ЭС ни на практике (на физической модели ЭС), ни с помощью сопоставительных расчетов областей апериодической устойчивости по разным моделям ЭС ни один из тех многочисленных ложных расчетов проверен не был.
Вершиной эквилибристических рассуждений Цукерника Л. В. являются, пожалуй, его выводы о том, что критерий апериодической устойчивости непозиционной системы, полученный Костюком О. М. и не содержащий динамических параметров (моментов инерции), аналогичен критерию Вагнера-Эванса, содержащему моменты инерции, и даже совпадает с ним. Ход рассуждений Цукерника Л. В. по этому поводу следующий.
В работе Костюк О. М. получил выражение свободного члена характеристического уравнения 1/s2*(ԁM1/ԁδ12) − 1/s1*(ԁM2/ԁδ12), где s1 и s2 — соответственно коэффициенты, характеризующие статизмы идеального (безинерционного) регулирования скорости машин.
Далее О. М. Костюк предполагает для однотипных машин ориентировочно s1TJ1 = s2TJ2 и убеждается, что в первую очередь может быть нарушено условие апериодической устойчивости: 1/s2*(ԁM1/ԁδ12) − 1/s1*(ԁM2/ԁδ12) больше 0. Но при s1TJ1 = s2TJ2 это условие можно записать и в виде: 1/TJ1*(ԁM1/ԁδ12) − 1/TJ2*(ԁM2/ԁδ12) больше 0.
То есть О. М. Костюк «ориентировочно» допускает зависимость свободного члена характеристического уравнения от моментов инерции, хотя, как он пишет, именно в связи с этим начал «разрушать» позиционную идеализацию энергосистемы (с.90).
Ведь уже школьнику младших классов известно, что нельзя в формулах путать килограммы с километрами. Но заведующий отделом моделирования академического института д. т. н. Цукерник Л. В. считает, что вместо статического параметра (безразмерной величины s значением 0,02 — 0,04) в критерии апериодической устойчивости непозиционной системы можно воспользоваться динамическим параметром (размерной величиной TJ, имеющей значения 2 — 5 с). И тогда, по его словам, полученный таким иезуитским способом критерий позиционной системы будет давать равноценный результат с критерием непозиционной системы!..
Костюк О. М. использовал соотношение s1TJ1 = s2TJ2 только для того, чтобы каждый грамотный инженер, подставив параметры в таком соотношении в условия устойчивости Гурвица для характеристического уравнения, убедился, что при переходе значения свободного члена через ноль, значения всех остальных условий Гурвица остаются положительными. То есть, действительно система неустойчива только апериодически (по свободному члену).
Несмотря на то, что в выступлении Цукерник Л. В. неоднократно заявляет: «Для критерия устойчивости „в малом“ энергосистемы реальные регуляторы скорости турбин учитывать не следует» (с.90), он делает парадоксальное заявление: «Выделим сначала вопрос о расчете апериодической устойчивости, который для мощных энергосистем имеет главное значение (О. М. Костюк называет это расчетом собственно статической устойчивости). Как было выше показано, полагая, что при расчете этого критерия нужно учитывать идеализированные регуляторы скорости турбин, О. М. Костюк пришел к результату, аналогичному в практических расчетах для двухмашинной схемы — критерию Вагнера-Эванса» (с.91).
Из приведенного анализа выступлений защитников позиционной теории видно, что никто из них не стремился вникнуть в суть критических замечаний Костюка О. М., вытекающих из его теоретических изысканий. Никто также не хотел вникнуть в предложенную им математическую модель энергосистемы для корректного анализа устойчивости электромеханических процессов. Цель дискуссии очевидна: уничтожить критика, покусившегося на разоблачение наукообразной бесплодной деятельности нескольких поколений инженеров и научных сотрудников в части анализа статической устойчивости энергосистем.
О. М. Костюк видел эту откровенную цель сторонников позиционной теории, видел нелепость и абсурдность «аргументов» её защиты, тяжело переживал и продолжал свои теоретические и практические работы в части применения для исследования устойчивости предложенного им наиболее корректного математического описания электромеханических процессов ЭС.
Вот как спустя пятнадцать лет отзывается Костюк О. М. о дискуссии:
«По замыслу дискуссию можно назвать „обычной“ в том смысле, что требовалось показать „несостоятельность“ критики, поскольку она затрагивала честь влиятельных специалистов и ученых, занимающих руководящие должности. Но по научному содержанию она оказалась уникальной: весьма авторитетные специалисты каждый как мог на словах и, невзирая на репутацию инженера, ученого отстаивали положения, которые явно противоречат классической механике, теории устойчивости Ляпунова и элементарному здравому смыслу. Подводя итоги дискуссии, редколлегия журнала не учла даже того обстоятельства, что словесная аргументация отдельных сторонников позиционных моделей взаимно противоречива, и уже этот факт говорит о неблагополучном положении основанной на них теории».
И далее: "В начале семидесятых годов в нескольких публикациях автора этой работы показано, где и почему допускается ошибка при построении позиционной модели. Ведь не случайно в классической механике нет позиционных систем (с тем содержанием, которым обладают энергетические модели). Поэтому весьма интересно звучит высказывание редколлегии журнала «Электричество» по упомянутой дискуссии 1975 г.: «Необходимо подчеркнуть, что теория устойчивости энергосистем в работах П. С. Жданова, А. А. Горева, С. А. Лебедева и др. создавалась с большой строгостью, отвечая положениям классической механики, общей теории устойчивости и теории автоматического регулирования».
Заключение редколлегии журнала «Электричество» подготовил член редколлегии д. т. н. проф. Веников В. А., вырастивший на позиционной теории, подробно изложенной в его четырежды переиздаваемых учебниках, огромную когорту инженеров, кандидатов и докторов технических наук. Поэтому ожидать иного заключения редколлегии не было оснований.
В дискуссии 1975 года защитники позиционной теории не дали вразумительного объяснения удивительных свойств позиционных моделей энергосистем. Поэтому несколько позже в журнале «Электричество» было опубликовано ещё несколько статей, как бы дополняющих дискуссию, в которых ставилась последняя точка над «i» в вопросе «непонимания» Костюком О. М. истинных и вполне «законных» свойств позиционных моделей. По этому поводу О. М. Костюк пишет:
«Следует упомянуть статью Э. С. Лукашова (Электричество, № 10, 1977), а также его книгу „Введение в теорию электрических систем“ (Новосибирск, Наука, 1981, 274 с.), в которых вполне серьезно доказывается, что удивительные свойства позиционной модели не только не противоречат закону сохранения энергии, а вытекают из него (!), так как энергетическая система представляет особый класс систем с неуравновешенными связями. … Отсюда делается „научный“ вывод о неприменимости некоторых законов классической механики к механическому (!) движению роторов машин».

## Список основных научных трудов
В активе О. М. Костюка имеется более ста научно-технических трудов в виде монографий, отдельно изданных в ИЭД брошюр, статей в научно-технических журналах, а также авторских свидетельств на изобретения. Ниже в хронологическом порядке приведены краткие перечни наиболее важных работ Костюка О. М., выполненных в рамках двух основных его научных направлений.

### Монографии и брошюры
1. Костюк О. М. Быстродействующий электромагнитный регулятор напряжения (для генераторов малой и средней мощности). — Брошюры изданий Киевского и Калининского Совнархозов, 1958, 1959. Соавторы: Л. В. Цукерник, В. Е. Рыбинский.
2. Костюк О. М. Быстродействующий регулятор возбуждения (для генераторов большой мощности). — Брошюры изданий Киевского Совнархоза, 1958, 1960. Соавторы: Л. В. Цукерник, В. Е. Рыбинский.
3. Костюк О. М. Автоматическое регулирование возбуждения синхронных машин на основе управляемого фазового компаундирования. — Автореферат кандидатской диссертации, 1959.
4. Костюк О. М., Ануреев Ю. П., Сидоров А. Ф. Полупроводниковые автоматические регуляторы возбуждения синхронных машин. — Техническая информация. — Киев: ИЭД АН УССР, 1973. — 24 с.
5. Костюк О. М. О математическом описании элементов энергосистемы для решения задач статической устойчивости. — Киев: ИЭД АН УССР, 1973. — № 75. — 64 с.
6. Костюк О. М. Позиционная идеализация энергосистем и закон сохранения энергии. — Киев: ИЭД АН УССР, 1974. — № 84. — 23 с.
7. Костюк О. М. Об устойчивости движения по уравнениям первого приближения в особых случаях. — Киев: ИЭД АН УССР, 1977. — № 143. — 49 с.
8. Костюк О. М. Элементы теории устойчивости энергосистем. — Киев: Наук. Думка. — 1983. — 296 с.
9. Костюк О. М. Колебания синхронных машин в энергосистеме. Причины возникновения самораскачивания. — Киев: ИЭД АН УССР, 1985. — № 389. — 65 с.
10. Костюк О. М. Критические замечания к учебнику В. А. Веникова «Переходные электромеханические процессы в электрических системах». — Киев: ИЭД АН УССР, 1973. — № 658. — 37 с.
11. Костюк О. М., Соломаха М. И. Колебания и устойчивость синхронных машин; Отв. ред. Стогний Б. С.;АН УССР. Ин-т электродинамики. — Киев: Наук. Думка. — 1991. — 200 с. — ISBN 5-12-002101-8.

### Авторские свидетельства на изобретения
1. Костюк О. М. Автоматический регулятор напряжения синхронных машин. — Авторское свидетельство № 111554 с приоритетом от 22.03.56. — Бюллетень изобретений, 1958, № 4. Соавторы: Л. В. Цукерник, В. Е. Рыбинский.
2. Костюк О. М. Регулятор тока для генераторов постоянного тока. — Авторское свидетельство № 121496 с приоритетом от 05.06.58. — Бюллетень изобретений, 1959, № 15.
3. Костюк О. М. Автоматический регулятор напряжения синхронных двигателей. — Авторское свидетельство № 123228 с приоритетом от 12.01.59. — Бюллетень изобретений, 1959, № 20.
4. Костюк О. М. Устройство для компаундирования по возмущению. — Авторское свидетельство № 135953 с приоритетом от 10.05.60. — Бюллетень изобретений, 1961, № 4.
5. Костюк О. М.Автоматический регулятор возбуждения мощных синхронных двигателей. — Авторское свидетельство № 156991 с приоритетом от 31.03.62. — Бюллетень изобретений, 1963, № 17.
6. Костюк О. М. Автоматический регулятор напряжения синхронных машин. — Авторское свидетельство № 161373 с приоритетом от 12.03.63. — Бюллетень изобретений, 1964, № 7. Соавторы: Л. В. Цукерник, В. Е. Рыбинский, М. Г. Жуков.
7. Костюк О. М. Устройство для автоматического регулирования возбуждения синхронных машин. — Авторское свидетельство № 388342 с приоритетом от 07.12.1970. — Бюллетень изобретений, 1973, № 28. Соавторы: Ю. П. Ануреев, Б. Е. Костржевский, А. И. Осадчий.
8. Костюк О. М. Быстродействующий измерительный орган напряжения автоматических регуляторов возбуждения. — Авторское свидетельство № 417885 с приоритетом от 19.07.1971. — Бюллетень изобретений, 1974, № 8. Соавторы: Ю. П. Ануреев, Б. Е. Костржевский.

### Статьи в научно-технических журналах
1. Костюк О. М. Трансформаторы тока с подмагничиванием постоянным током и особенности их расчета в схемах автоматического регулирования возбуждения синхронных генераторов. — Сборник трудов ИЭ АН УССР, 1959, вып.16.
2. Костюк О. М. Новые автоматические электромагнитные регуляторы возбуждения синхронной машины. — «Электрические станции», 1959, № 11. Соавторы: Цукерник Л. В., Рыбинский В. Е.
3. Костюк О. М. Корекція по температурі петлі гістерезису та нелінейності в системах автоматичного регулювання за допомогою звичайних зворотних зв’язків. — «Автоматика», 1960, № 3.
4. Костюк О. М. Застосування схем диференціального управління для астатичного обмеження режимних параметрів стабілізованих об’єктів регулювання. — «Автоматика», 1962, № 3.
5. Костюк О. М. З питання класифікації автоматичних систем за принципами керування. — «Автоматика», 1962, № 4 и 1963, № 4.
6. Костюк О. М. До питання стійкості систем з безмежно зростаючим коефіцієнтом підсилення. — «Автоматика», 1964, № 3.
7. Костюк О. М. Структурная схема синхронного генератора, работающего на линейную симметричную нагрузку. — «Электричество», 1966, № 7.
8. Костюк О. М. Синтез лінійних та нелінійних систем з наперед заданими статичними властивостями. — «Автоматика», 1967, № 1.
9. Костюк О. М. К теории синтеза систем автоматического регулирования с переменной структурой. — «Проблемы технической электродинамики», 1969, вып.21. Соавторы: Ануреев Ю. П.
10. Костюк О. М. Линейные уравнения колебаний синхронных машин в энергосистеме с учетом частотных характеристик электромагнитных моментов. — «Проблемы технической электродинамики», 1972, вып.37.
11. Костюк О. М. К теории статической устойчивости энергосистем. Уравнения основных звеньев системы. — «Проблемы технической электродинамики», 1973, вып.43.
12. Костюк О. М. Полупроводниковые регуляторы возбуждения синхронных машин с тиристорным усилителем мощности. — «Проблемы технической электродинамики», 1973, вып.43. Соавторы: Ануреев Ю. П., Сидоров А. Ф.
13. Костюк О. М. О сущности предельных режимов в энергосистемах по условию апериодической устойчивости. — «Проблемы технической электродинамики», 1974, вып.48.
14. Костюк О. М. К теории аналитического исследования явления самораскачивания в энергосистеме. — «Проблемы технической электродинамики», 1974, вып.48. Соавторы: М. И. Соломаха.
15. Костюк О. М. К анализу статической (апериодической) устойчивости нерегулируемой двухмашинной системы с общей активной нагрузкой. — «Проблемы технической электродинамики», 1974, вып.48. Соавторы: Сидоров А. Ф.
16. Костюк О. М. Структурный анализ самораскачивания синхронной машины. — «Проблемы технической электродинамики», 1975, вып.53. Соавторы: М. И. Соломаха.
17. Костюк О. М. О влиянии переходных процессов в статорной цепи синхронной машины на границы самораскачивания. — «Проблемы технической электродинамики», 1976, вып.60. Соавторы: М. И. Соломаха.
18. Костюк О. М. Уравнения квазистационарных режимов синхронной машины на основе уравнений Парка-Горева. — Сборник трудов ИЭД АН УССР «Автоматизация и релейная защита в энергосистемах», Киев, «Наукова думка», 1977.
19. Костюк О. М. Свободный член характеристического уравнения и якобиан динамических систем. — «Проблемы технической электродинамики», 1978, вып.67. Соавторы: Сидоров А. Ф., Соломаха М. И.
20. Костюк О. М. К вопросу влияния инерционных регуляторов скорости с зоной нечувствительности на условие апериодической устойчивости энергосистем. — «Проблемы технической электродинамики», 1979, вып.71. Соавторы: Сидоров А. Ф.
21. Костюк О. М. Об условиях устойчивости энергосистемы, содержащей машины малой мощности. — Сборник трудов ИЭД АН УССР «Анализ режимов и автоматизация электроэнергетических систем», Киев, «Наукова думка», 1979. Соавторы: Сидоров А. Ф., Соломаха М. И.
22. Костюк О. М. Анализ структуры коэффициентов и корней характеристического уравнения энергосистемы на основе многовариантных расчетов. — Сборник трудов ИЭД АН УССР «Автоматизация и релейная защита в энергосистемах», Киев, «Наукова думка», 1981.Соавторы: М. И. Соломаха.
23. Костюк О. М. Метод определения предельных режимов энергосистемы по условию апериодической устойчивости без пошагового утяжеления. — Сборник трудов ИЭД АН УССР «Автоматизация и релейная защита в энергосистемах», Киев, «Наукова думка», 1983.
24. Костюк О. М. Влияние уровня частоты на предельные режимы энергосистемы по условию апериодической устойчивости. — Сборник трудов ИЭД АН УССР «Автоматизация и релейная защита в энергосистемах», Киев, «Наукова думка», 1983. Соавторы: М. И. Соломаха.
25. Костюк О. М. Синхронизирующие моменты в многомашинной энергосистеме. — Сборник трудов ИЭД АН УССР «Автоматизация и релейная защита в энергосистемах», Киев, «Наукова думка», 1984. Соавторы: Соломаха М. И.
26. Костюк О. М. Оценка устойчивости синхронных машин по теореме Лагранжа. — «Техническая электродинамика», 1985, № 1.
27. Костюк О. М. Стационарный и нестационарный демпферные моменты синхронной машины. — Сборник трудов ИЭД АН УССР «Автоматизация и релейная защита в энергосистемах», Киев, «Наукова думка», 1986. Соавторы: М. И. Соломаха.
28. Костюк О. М. Влияние переходных процессов в цепях статора синхронной машины на колебания и устойчивость движения ротора при малых возмущениях. — «Техническая электродинамика», 1989, № 1. Соавторы: М. И. Соломаха.